# Winchester Modelo 1897
La Winchester Modelo 1897, también conocida como Modelo 97, M97 o Escopeta de trinchera, es una escopeta de corredera con martillo externo y depósito tubular, fabricada por la Winchester Repeating Arms Company. La Modelo 1897 era una evolución de la Winchester Modelo 1893, diseñada por John Moses Browning. Desde 1897 hasta 1957, se produjeron más de un millón de estas escopetas. Estaba disponible en diversas variantes con cañones de distinta longitud, para cartuchos del 12 y del 16, con cajón de mecanismos macizo o desmontable. Las escopetas de calibre 16 tenían un cañón estándar de 711 mm (28 pulgadas) de longitud, mientras que las escopetas de calibre 12 tenían un cañón de 762 mm (30 pulgadas) de longitud. Se podían encargar cañones de longitud especial, tan cortos como de 508 mm (20 pulgadas) y tan largos como de 914,4 mm (36 pulgadas). Desde que la Modelo 1897 entró en producción, fue empleada por soldados estadounidenses, departamentos de policía y cazadores.

## Historia
La Winchester Modelo 1897 fue diseñada por el inventor de armas de fuego estadounidense John Moses Browning. La Modelo 1897 salió al mercado en el catálogo Winchester de noviembre de 1897, con cajón de mecanismos macizo y de calibre 12. Sin embargo, la Modelo 1897 desarmable de calibre 12 fue añadida al catálogo en octubre de 1898 y la de calibre 16 desarmable en febrero de 1900. Producida originalmente como una versión más fuerte y resistente de la Winchester Modelo 1893, que a su vez estaba inspirada en la escopeta de corredera Spencer, la Winchester Modelo 1897 era idéntica a su predecesora (la 1893), a excepción de su cajón de mecanismos más grueso que permitía el empleo de cartuchos con pólvora sin humo, que no eran habituales en aquel entonces. La Modelo 1897 también introdujo un diseño desarmable, en el cual el cañón puede retirarse; característica estándar en las escopetas de corredera actuales, como la Remington 870 y la Mossberg 500. Con el paso del tiempo, "la Modelo 97 se volvió la escopeta más popular en el mercado de armas estadounidense y estableció un estándar de desempeño con el cual otras marcas y modelos de escopetas son juzgadas, inclusive las más costosas escopetas importadas".  La Winchester Modelo 1897 estuvo en producción desde 1897 hasta 1957. Durante este período se hicieron habituales las "modernas" escopetas de corredera con martillo oculto, como la Winchester Modelo 1912 y la Remington 870, con la Modelo 1897 siendo superada por la Modelo 1912. A pesar de esto, la Winchester Modelo 1897 todavía es empleada hoy en día.

### Mejoras respecto a la Modelo 1893
Mientras se diseñaba la nueva Modelo 1897, se tomaron en consideración muchas de las desventajas presentes en la anterior Modelo 1893 y fueron resueltas. Estas mejoras incluían:
- El cajón de mecanismos fue reforzado y alargado para poder disparar un cartucho del 12 de 2¾ pulgadas de largo, así como el del 2⅝ pulgadas.[3]
- Se cubrió la parte superior del cajón de mecanismos, por lo que la eyección del cartucho disparado se hacía lateralmente.[3] Esto añadió una mayor resistencia al cajón de mecanismos de la escopeta y le permitió disparar el cartucho de 2¾ pulgadas de largo sin el riesgo de trabarse constantemente.[5]
- El cerrojo no podía abrirse hasta que un ligero movimiento hacia adelante la corredera soltase el retén del cerrojo. Al disparar, el retroceso de la escopeta movería la corredera ligeramente hacia adelante y soltaría el retén del cerrojo, permitiendo su apertura inmediata. En ausencia de cualquier retroceso, la corredera debía ser empujada manualmente para poder soltar el retén del cerrojo.[3]
- Se instaló una guía móvil de cartucho en el lado derecho del portacerrojo para evitar la caída del cartucho cuando la escopeta era puesta de lado al momento de recargar.[3]
- La culata fue alargada y se le redujo el ángulo.[3]

De estas mejoras, el retén del cerrojo es la que hizo de la Modelo 1897 un arma segura. Este retén mejorado mantenía la escopeta asegurada hasta el momento del disparo, lo cual evitaba que se bloquee en caso de un cartucho defectuoso. El retén del cerrrojo "está conectado de tal forma con el cuerpo del percutor, que evitará que éste impacte la cápsula fulminante hasta que haya avanzado lo suficiente como para cerrar la recámara". Esto previente que la corredera "sea retraída por la mano del tirado hasta después del disparo, en consecuencia haciendo más segura el arma".

## Descripción

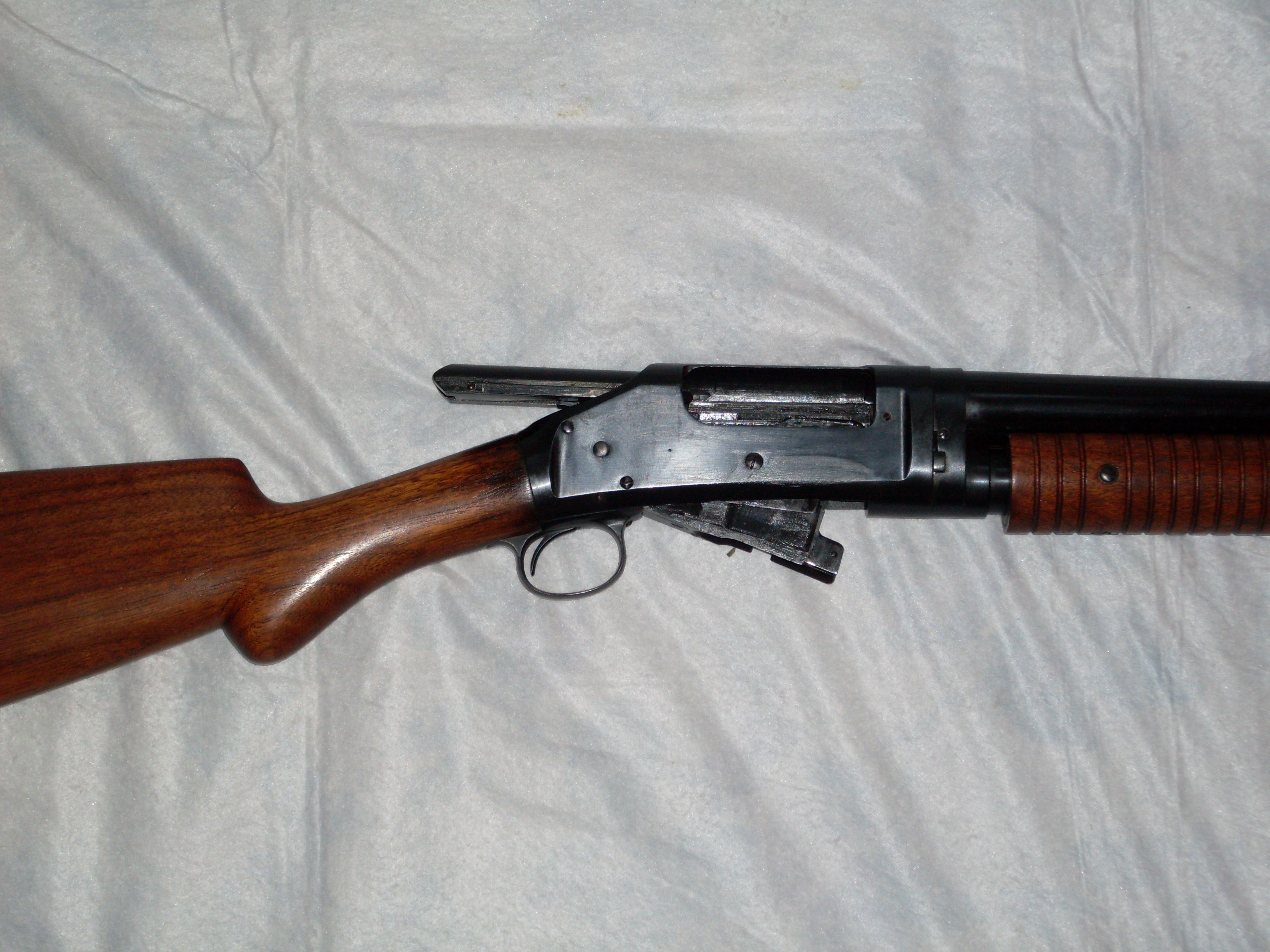
Cerrojo abierto de una Modelo 1897, sobresaliendo del cajón de mecanismos.

La Winchester Modelo 1897 y la Winchester Modelo 1893 fueron diseñadas por John Moses Browning. La Modelo 1897 es una escopeta de corredera con martillo externo, que no tiene desconector de gatillo. Esto significa que el tirador puede mantener el gatillo apretado mientras recarga la escopeta y al cerrar el cerrojo, esta disparará. Fue la primera escopeta de corredera exitosa que se produjo. Mientras la Modelo 1897 estuvo en producción, se produjeron más de un millón de escopetas en diversas variantes con cañones de longitud variable. Las escopetas calibre 16 tenían un cañón de 711 mm (28 pulgadas) de longitud, mientras que las de calibre 12 tenían un cañón de 762 mm (30 pugladas). Se podían ordenar cañones tan cortos como de 508 mm (20 pulgadas) y tan largos como de 914,4 mm (36 pulgadas). Junto a sus diversas variantes y longitudes de cañón, la Modelo 1897 era ofertada en dos calibres: 12 y 16. Los cartuchos podían tener una longitud de 2-¾ pulgadas o de 2-⅝ pulgadas. Una escopeta Modelo 1897 promedio alberga 5 cartuchos en su depósito tubular. Sin embargo, esta cantidad puede variar según la variante. Para recargar esta escopeta, el guardamanos debe jalarse. Esto abre el cerrojo, que extrae y eyecta el cartucho vacío, al mismo tiempo que amartilla el martillo externo al empujarlo hacia atrás. Cuando el guardamanos es empujado hacia adelante, el cerrojo introduce un nuevo cartucho en la recámara y la cierra.
La empresa china Norinco ha fabricado réplicas de esta escopeta. La Norinco 97 es casi idéntica a la Winchester Modelo 1897, siendo producida en las variantes Trench y Riot, pero sin el ensamble y el acabado de las escopetas originales.

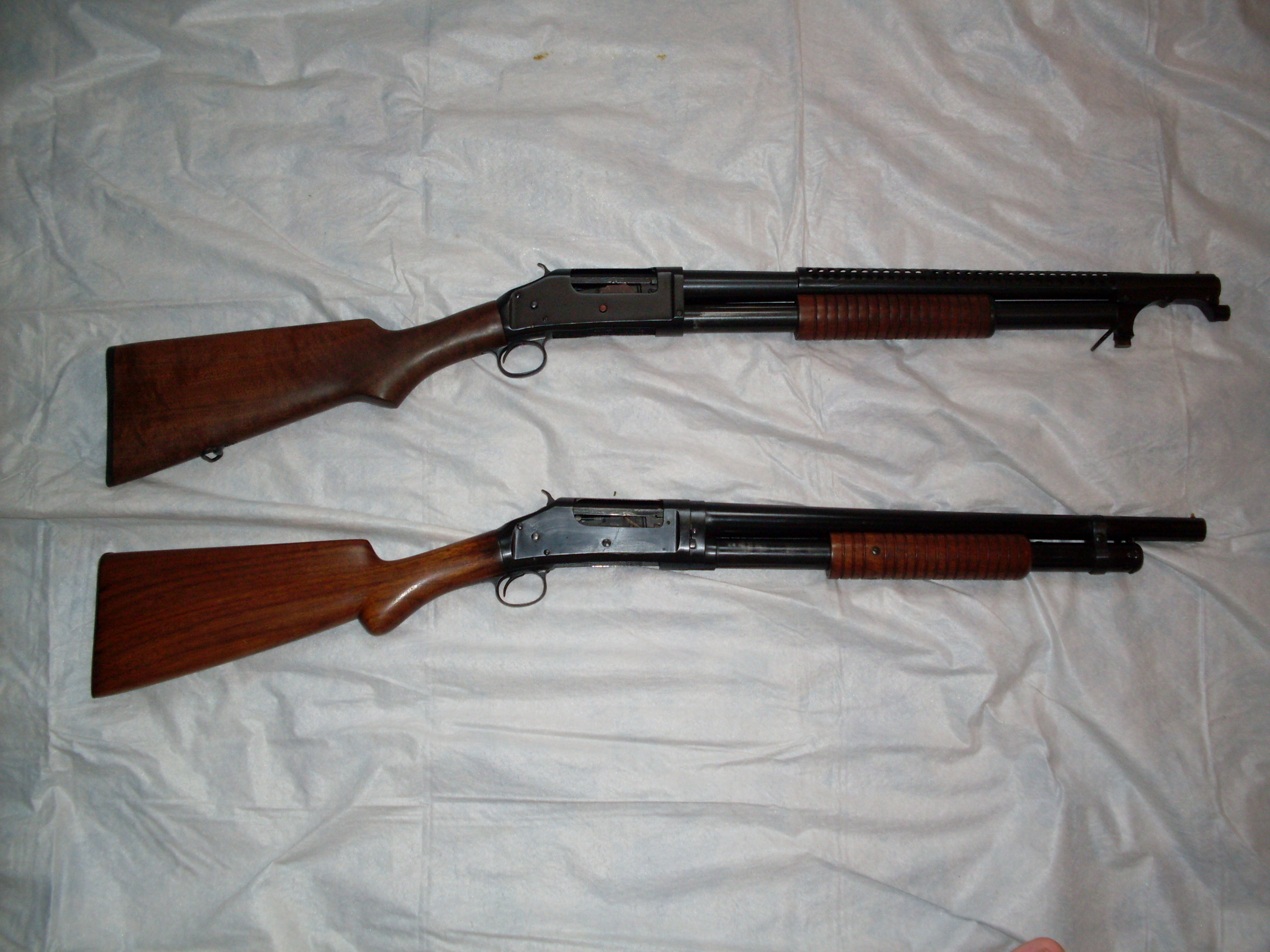
Una Modelo 1897 de trinchera (arriba) y una réplica Norinco de la Riot (abajo).

### Variantes
| Variante       | Calibre | Longitud del cañón (milímetros y pulgadas) | Fecha de producción | Notas |
| Standard       | 12 y 16 | 762 mm y 711 mm (30 y 28 pulgadas)         | 1897-1957           | Culata de nogal con cantonera de acero.                                                                                         |
| Trap           | 12 y 16 | 762 mm y 711 mm (30 y 28 pulgadas)         | 1897-1931           | Guardamanos cuadrillado y culata de nogal veteado.                                                                              |
| Pigeon         | 12 y 16 | 711 mm (28 pulgadas)                       | 1897-1939           | Igual que en la Trap, pero con cajón de mecanismos grabado a mano.                                                              |
| Tournament     | 12      | 762 mm (30 pulgadas)                       | 1910-1931           | Culata y guardamanos de nogal selecto; la parte superior del cajón de mecanismos tiene un acabado mate para reducir el reflejo. |
| Brush          | 12 y 16 | 660,4 mm (26 pulgadas)                     | 1897-1931           | Depósito tubular más corto, culata y guardamanos de nogal, cajón de mecanismos macizo.                                          |
| Brush Takedown | 12 y 16 | 660,4 mm (26 pulgadas)                     | 1897-1931           | Como la anterior, pero desarmable.                                                                                              |
| Riot           | 12      | 508 mm (20 pulgadas)                       | 1898-1935           | Culata y guardamanos de nogal, con cajón de mecanismos macizo o desarmable.                                                     |
| Trench         | 12      | 508 mm (20 pulgadas)                       | 1917-1945           | Igual que la Riot, pero con escudo disipador de calor, riel para bayoneta y armellas para la correa portafusil.                 |

### Precios originales
Cuando la Modelo 1897 fue introducida al mercado, su precio dependía del acabado y las características que se le agregaban a dicha escopeta. Una escopeta con acabado básico costaba $25, mientras que una con cajón de mecanismos grabado y empuñadura cuadrillada de madera fina costaba $100. Las variantes más costosas de la Modelo 1897 eran las Standard, Trap, Pigeon y Tournament. Estas eran normalmente equipadas con cajones de mecanismos grabrados y empuñaduras cuadrilladas de madera fina. Las variantes menos costosas y más sencillas eran las Brush, Brush Takedown, Riot y Trench. A estas variantes no se les hacían grabados ni se le montaban piezas de madera fina. Esto se debía al hecho que eran armas diseñadas y construidas para soportar un uso intenso. Como tenían mayores probabilidades de resultar gravemente dañadas, no había necesidad de pagar más dinero por elementos decorativos. Como los papeles que desempeñarían precisaban armas con menor peso, no era eficiente el uso de maderas pesadas y costosas en su producción. Frecuentemente, estas últimas variantes eran compradas en grandes cantidades. Al producirlas con madera y acabado estándar, su precio se mantenía bajo. También eran vendidas por catálogo en Alemania, con precios comparables a los de escopetas de dos cañones de lujo.

## Historial de combate

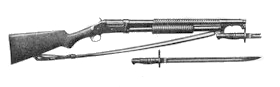
Una Winchester Modelo 1897 de trinchera (Trench Gun).

La Modelo 1897 fue suministrada a los soldados estadounidenses durante la guerra filipino-estadounidense de 1898. En 1900, el Ejército estadounidense usó por primera vez escopetas a gran escala, con 200 armas adquiridas y enviadas a las Filipinas. Estas fueron empleadas contra los moros juramentados, que se enfrentaban a los estadounidenses con cuchillos y espadas en combates a corta distancia.
Durante la expedición punitiva contra Francisco Villa, algunos soldados estadounidenses también fueron equipados con esta escopeta. La Modelo 1897 era una escopeta popular antes de la Primera Guerra Mundial, pero después de haberse iniciado se incrementaron las ventas de esta arma. Esto se debió a que muchas fueron producidas para cumplir las demandas del Ejército. Cuando Estados Unidos entró a la Primera Guerra Mundial, se tuvo que suministrar más armas a los soldados. Era evidente la brutalidad de la guerra de trincheras y había una gran necesidad de armas con una gran potencia de disparo a corta distancia mientras se luchaba en una trinchera, después de haber observado el conflicto durante sus tres primeros años. La variante Trench de la Modelo 1897 fue una evolución de este concepto. La Modelo 1897 fue modificada al añadirsele una cubierta de chapa de acero perforada sobre el cañón, que protegía la mano del tirador cuando el cañón se sobrecalentaba, así como un adaptador con riel para montar una bayoneta M1917.

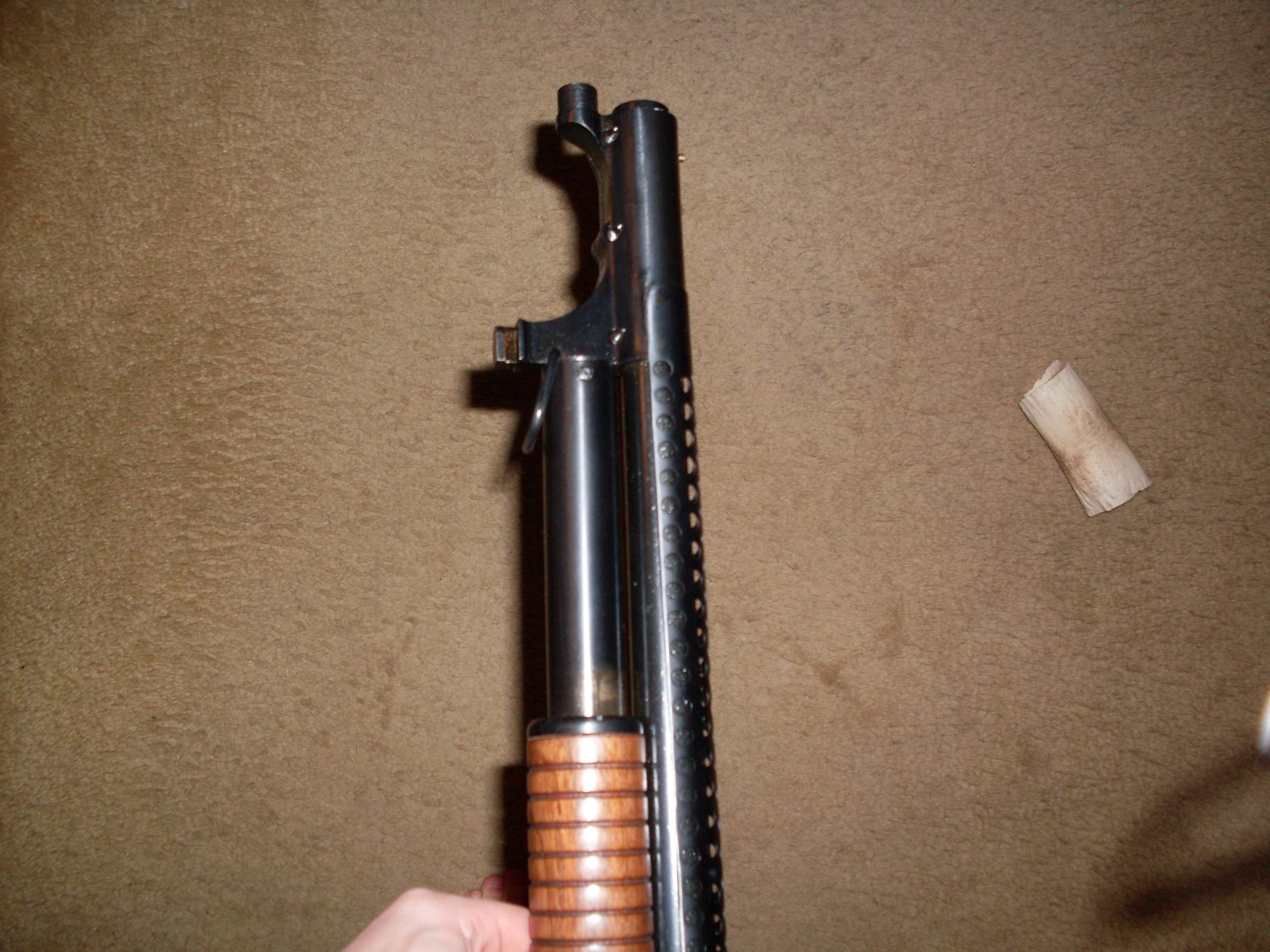
Detalle del adaptador de una Modelo 1897, que le permitía montar la bayoneta M1917.

 Este modelo era ideal para combate a corta distancia y era eficaz en la guerra de trincheras por su cañón de 508 mm de longitud (20 pulgadas). Cada cartucho iba cargado con 9 perdigones calibre 00 (8,38 mm). Esto le ofrecía una considerable potencia de fuego al soldado equipado con la Modelo 1897. Su cañón corto y gran cantidad de poder de fuego hicieron que esta variante sea idónea para la guerra de trincheras. 
 
Durante la Primera Guerra Mundial, los soldados estadounidenses también emplearon la Modelo 1897 en otros papeles. Aquellos soldados que eran hábiles en el tiro al plato, eran equipados con estas escopetas y posicionados desde donde pudiesen disparar en el aire a las granadas de mano enemigas. Esto desviaría la trayectoria de las granadas y evitarían que cayesen dentro de las trincheras, protegiedo así a los soldados.
Al contrario de la mayoría de escopetas de corredera actuales, la Winchester Modelo 1897 (cuyas versiones han sido clasificadas como  Modelo 97 o M97) disparaba cada vez que se cerraba el cerrojo y se mantenía presionado el gatillo (no tiene un desconector de gatillo y puede abrir fuego continuo). Este detalle aunado a su capacidad de 6 cartuchos (uno en la recámara y cinco en el depósito) la hicieron sumamente efectiva para combates a corta distancia, a tal punto que las tropas la apodaron "barretrincheras". Era un arma tan devastadora y temida, que el Gobierno alemán protestó (sin éxito) para que se prohibiera su empleo en combate. La M97 fue empleada durante la Segunda Guerra Mundial por el Ejército de los Estados Unidos y los Marines, junto a la versión militarizada de la escopeta de corredera con martillo oculto Winchester Modelo 1912. Algunas todavía estaban en servicio durante la guerra de Corea y la guerra de Vietnam.
Otros usos militares de esta escopeta incluían "la ejecución de operaciones de seguridad interna, operaciones de seguridad en la retaguardia, vigilancia de prisioneros de guerra, incursiones, emboscadas, operaciones militares en zonas urbanas y operaciones especiales".

## Protestas sobre su empleo en la Primera Guerra Mundial
Aunque la Modelo 1897 era popular entre los soldados estadounidenses durante la Primera Guerra Mundial, los alemanes pronto protestaron por su empleo en combate. "El 19 de septiembre de 1918, el gobierno alemán emitió una protesta diplomática contra el uso de escopetas por parte de los estadounidenses, alegando que la escopeta estaba prohibida por las leyes de la guerra". Una parte de la protesta alemana decía que "está especialmente prohibido emplear armas, proyectiles o materiales ideados para causar sufrimiento innecesario" según lo definido por la Convención de La Haya de 1907. Este es el único caso conocido donde se puso en tela de juicio la legalidad del uso en combate de la escopeta. Sin embargo, Estados Unidos interpretó su empleo de la escopeta de distinta forma. El juez general del Ejército, el Secretario de Estado Robert Lansing, tomo en consideración y revisó la ley aplicable, rechazando rápidamente la protesta alemana. Francia e Inglaterra pensaron en emplear escopetas de dos cañones como armamento en las trincheras durante la Primera Guerra Mundial. Estas escopetas no llegaron a ser empleadas, porque no podían obtener cartuchos de gran potencia y se recargaban con lentitud en combate a corta distancia.

### La respuesta alemana
El rechazo a su protesta causó un gran malestar a las fuerzas alemanas, porque creían que eran tratadas injustamente en la guerra. Al poco tiempo de haberse rechazado la protesta, Alemania emitió amenazas que castigarían a todos los soldados estadounidenses que al ser capturados estuviesen armados con una escopeta. Esto llevó a que Estados Unidos responda de la misma manera, afirmando que cualquier medida arbitraria aplicada a soldados estadounidenses capturados sería emulada en los soldados alemanes capturados.

## Otros usos
Después de la guerra, la Winchester introdujo una versión con cañón corto de la Modelo 1897 llamada Riot. Los mensajeros de la American Express Company estaban armados con esta escopeta, al igual que varios departamentos de policía de Estados Unidos. Las diferencias entre la Riot y la Trench es que la primera no tiene la cubierta protectora de chapa de acero perforada y el adaptador de riel para bayoneta, mientras que todas las escopetas Trench están equipadas con armellas para la correa portafusil y las escopetas Riot carecen de estas.

## Usuarios
- Corea del Sur:[25] es empleada por las Fuerzas Especiales de la Armada.
- Estados Unidos
- Filipinas[26]
- Irán[27]